# تاج العمود

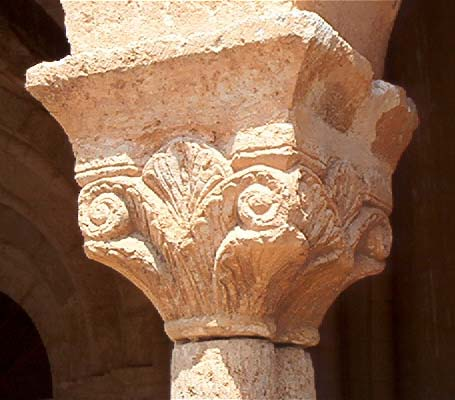
تاج العمود

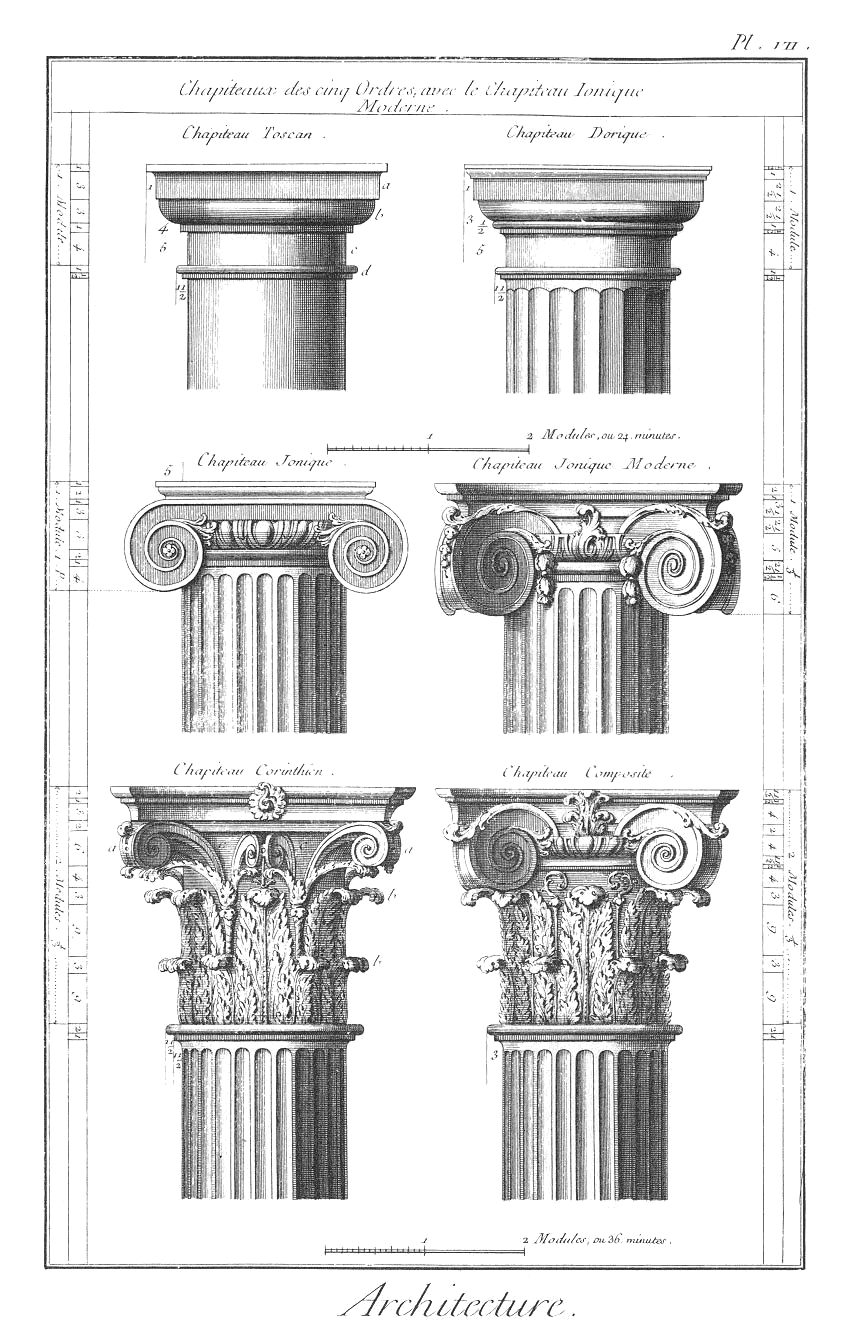
أمثلة أنواع تيجان الأعمدة

تاج العمود هو في الأنظمة المعمارية رأس العمود، وظيفته الزخرفية هي التوسط بين السطح المنحني للعمود وذلك المستوي للعتبة. وقد وجدت هذه الوظيفة عدة حلول (ربما الأكثر نجاحا وأناقة هي التي عُملت في النظام الكورنثي الذي كان له الانتشار الأكبر عبر القرون).